# Cal Semion
Cal Semion és una casa de Granyena de Segarra (Segarra) inclosa a l'Inventari del Patrimoni Arquitectònic de Catalunya.

## Descripció
Casa situada entre mitgeres en el C/Major de la vila, de planta irregular i reformada amb el temps. La seva façana principal s'estructura a partir de planta baixa, primer pis i terrat. L'element més destacable de la primitiva casa el trobem el la porta d'entrada. Aquesta porta se'ns presenta allindada i emmarcada amb carreus de pedra picada. La llinda d'aquesta porta mostra un treball en relleu en pedra, ondulat, a modus de sanefa. Al costat dret de la porta principal, una finestra quadrada, protegida amb una reixa de ferro. Aquesta planta baixa, presenta un paredat
bastant ben disposat i caira bastant rústic. El primer pis, totalment reformat i arrebossat amb una sola finestra, protegida amb una reixa; i finalment la casa es cobreix amb una estructura de terrat.